# 莱娜·格朗沃
莱娜·格朗沃（法語：Léna Grandveau，2003年1月21日—），生于博讷，法国女子手球运动员。她曾代表法国国家队参加2024年夏季奥林匹克运动会女子手球比赛，获得一枚银牌。